# Occupatio
Een occupatio is een stijlfiguur waarbij men de toehoorder (lezer) een argument aanreikt, om dat vervolgens te weerleggen.

## Voorbeelden
- U zult denken, zoiets is onmogelijk. Maar als ik u vertel, dat dit in A de praktijk van elke dag is, (...)
- Er is geen regel zonder uitzondering. Een algemeen geaccepteerd uitspraak, maar als iets uitzonderingen kent, is het dan wel een regel?